# Jelcz-Autosan PR110IL
Jelcz-Autosan PR 110 IL – prototyp autobusu sanitarnego produkowany w koprodukcji przez Jelcza i Autosana. Autobus opierał się na konstrukcji autobusu międzymiastowego Jelcz PR 110IL. Autobus powstał w jednym egzemplarzu, którego właścicielem zostało Ministerstwo Obrony Narodowej.

## Historia

### Geneza
Pojazdy sanitarne są produkowane w niewielkich seriach. Wykorzystywane są w przypadku katastrof, imprez masowych, a także konfliktów zbrojnych. Autobusy sanitarne pozwalają na wywiezienie dużej liczby rannych naraz, co zwiększa szybkość transportu, gdyż eliminuje kongestię ambulansów. Autobusy tego typu są wyposażone w sprzęt medyczny podobny do tego, który znajduje się w karetkach pogotowia. 
W 1950 CBKPMot zaprojektował nadwozie sanitarki N-243, które było produkowane w Jelczu na bazie podwozia ciężarówki GAZ 51. W tym nadwoziu było miejsce dla 6 rannych ułożonych na noszach lub 12 rannych na miejscach siedzących. Samochód ten był produkowany w latach 1951-1965.
W 1977 rozpoczęła się szersza współpraca Jelcza i Autosana. Pierwszym modelem budowanym wspólnie był Autosan H90.

### Budowa i eksploatacja
Autobus sanitarny Jelcz-Autosan PR 110 IL powstał w jednym egzemplarzu na przełomie lat 70. i 80. Właścicielem pojazdu było Ministerstwo Obrony Narodowej. Koncepcja ta przegrała z autobusem budowanym na podstawie Autosana H9. Konstrukcja Autosana H9 była wówczas wykorzystywana pod zabudowę innych wersji specjalistycznych, np. mobilnego laboratorium, a także sklepów.

## Konstrukcja
Autobus opiera się na konstrukcji autobusu Jelcz PR 110 IL. Od wersji międzymiastowej różni się przede wszystkim usunięciem większości siedzeń. Pozostał tylko pierwszy i ostatni rząd. W tej przestrzeni zostały zmocowane nosze ułożone zgodnie z kierunkiem jazdy w układzie 2+1. W autobusie zmieściły się 3 rzędy noszy, które zostały umieszczone na dwóch piętrach. Łącznie autobus sanitarny posiadał 18 miejsc leżących na noszach oraz 9 siedzących. 
Oprócz tego w autobusie znalazł się zbiornik na wodę pitną oraz miejsce na sprzęt medyczny.
Z zewnątrz autobus dostał biało-czerwone malowanie, pochodzące z karetek pogotowia oraz sygnały pojazdu uprzywilejowanego.